# مارشال هاتش
مارشال هاتش (بالإنجليزية: Marshall Hatch)‏ هو أستاذ جامعي وعالم نبات وعالم كيمياء حيوية أسترالي، ولد في 24 ديسمبر 1932 في برث في أستراليا.